# NGC 6408
NGC 6408 је спирална галаксија у сазвежђу Херкул која се налази на NGC листи објеката дубоког неба.
Деклинација објекта је + 18° 52' 42" а ректасцензија 17h 38m 47,3s. Привидна величина (магнитуда) објекта NGC 6408 износи 12,8 а фотографска магнитуда 13,7. NGC 6408 је још познат и под ознакама UGC 10930, MCG 3-45-7, CGCG 112-17, NPM1G +18.0520, IRAS 17366+1854, PGC 60637.